# Blue Star Wicca
A Blue Star Wicca é uma série de  tradições da religião Wicca, foi criada nos Estados Unidos na década de 1970 e baseada de forma livre tendo como base o Gardnerianismo e o Alexandrianismo. Ela continua a ser praticada hoje em várias áreas dos Estados Unidos (incluindo os Estados de Massachusetts, Minnesota, Missouri, New Hampshire, Washington, New Jersey, New Orleans, e outros), bem como no Reino Unido, Irlanda e Canadá.

## Origens e História
O "Coven Blue Star" com sede na cidade da Philadelphia foi criado em 1975 por Frank Dufner, que deu luz ao nome e os membros originais do que viria a ser a tradição Blue Star.
Á medida que novos clãs foram formados, era prática comum incluir as palavras "azul" ou "estrela" (Raven Star, por exemplo, ou o Wolf Star) no nome, mas é uma prática menos observada hoje em dia.
Em 1991, os membros do Coven Star Fire introduziram a tradição na Irlanda. Em 1997, o Weavers Guild of the Swan Blue Star introduziu na Inglaterra. Em 1998, a tradição foi introduzida no Canadá por Devyn Christopher Gillette do coven BarleyMoon.

## Praticas
A Blue Star continua a ser uma tradição iniciática predominantemente baseada no modelo Gardneriano ou tradições Alexandrinas, mas  com um número de praticantes "solitários" que geralmente tem um relacionamento à longa distância com um grupo estabelecido. Não há auto-iniciação na Blue Star. Blue Star rituals typically have a round altar in the centre of the circle of participants. The positioning and handling of the ritual tools on the altar is given special attention within the tradition.

## Classificações e Graus
A Blue Star tem uma classificação incomum de cinco graus, em oposição ao sistema de três graus da maioria das tradições iniciáticas da religião Wicca.
Dedicação é o primeiro rito de passagem dentro da tradição Blue Star, e indica um compromisso com o paganismo.
Aqueles que já passaram por esta cerimonia são chamados de "Dedicantes".
Neófito marca um passo intermediário entre a Dedicação e Iniciação, e indica tanto a nível de experiência com a prática da tradição Blue Star quanto a sua teoria, e uma vontade de assumir uma maior responsabilidade dentro da tradição. Neófito se difere das outras fileiras por ser visto como uma preparação para o Sacerdócio. Depois deste rito de passagem, o indivíduo é referido como um "neófito".
Iniciação de Primeiro Grau é o ritual de passagem em que se entra no Sacerdócio da tradição Blue Star. Alguém que tenha atingido a sua licenciatura é referido como um sacerdote, ou simplesmente um "iniciado".
Segundo Grau reafirma o compromisso para com a tradição Blue Star. É geralmente, porém nem sempre, o tempo em que alguém toma um papel de liderança em um grupo preparatório para uma possível formação de um Coven independente.
Terceiro Grau é dado para aquelas pessoas que são julgadas por seus professores a serem capazes de deixar o Coven que eles eram treinados e assumir a responsabilidade total para a criação de um novo Coven com seus próprios membros.

## Relação com outras tradições
Como mencionado acima, a Blue Star foi inspirada pelo menos por parte pela tradição Gardneriana e Alexandrina. Foi também influenciada pela American Welsh Wicca.
A Blue Star tem uma relação especial com a tradição da Odisseia, como uma "irmã" ou "prima" da tradição.